# هم‌پیمان (مجموعه تلویزیونی)
هم‌پیمان (انگلیسی: Confederate) یک مجوعه تلویزیونی درام تاریخی آمریکایی است که در یک دوره زمانی قرار دارد، حوادثی را روایت می‌کند که به سومین جنگ داخلی آمریکا منتهی شد.
فیلمبرداری این مجموعه پس از پایان مجموعه تلویزیونی بازی تاج‌وتخت شروع می‌شود بدلیل اینکه دیوید بنیاف و دی. بی. وایس در حال ساخت مجموعه تلویزیونی بازی تاج‌وتخت برای شبکه اچ‌بی‌او هستند. 

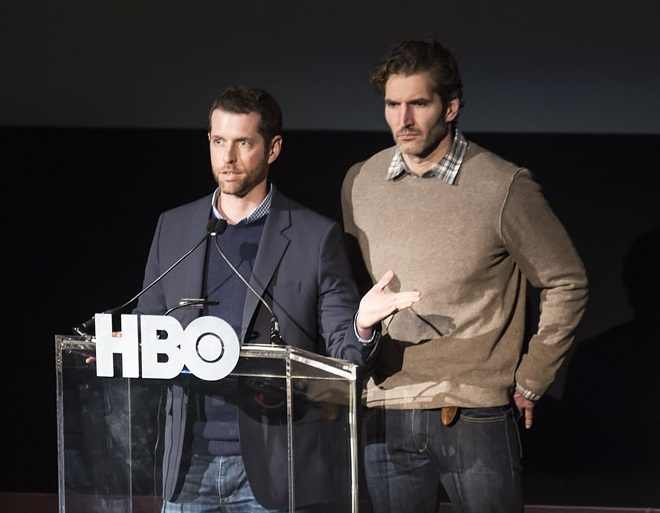
دی بی. وایس و دیوید بنویف سازندگان این مجموعه هستند.